# Декшино (Печорський район)
Декшино (рос. Декшино) — присілок в Печорському районі Псковської області Російської Федерації.
Населення становить 27 осіб. Входить до складу муніципального утворення Муніципальне утворення Печори.

## Історія
Від 2015 року входить до складу муніципального утворення Муніципальне утворення Печори.

## Населення
| 2001 | 2002 | 2010 |
| ---- | ---- | ---- |
| 36   | ↘19  | ↗27  |